# Pabbay (Harris)
Pabbay (en gaélico escocés: Pabaigh) es una isla deshabitada, localizada en las Hébridas Exteriores, en Escocia. La isla se encuentra ubicada en el canal de Harris, entre Harris y North Uist. El nombre de la isla procede del antiguo nórdico: papa øy, que significa "isla del cura". 
La isla fue antaño muy fértil, albergando una población dedicada a la exportación de trigo y whisky ilegal. La isla fue aclarada para el pastoreo en 1846.
- Datos: Q13231400
- Multimedia: Pabbay, Harris / Q13231400